# Гитциг, Фердинанд
Фердинанд Гитциг (нем. Ferdinand Hitzig; 23 июня 1807, Хаунген — 22 января 1875, Гейдельберг) — немецкий протестантский экзегет и ориенталист.

## Биография
Родился в Хаунгине (часть г. Лёрраха), где его отец служил пастором. Изучал богословие в Гейдельберге у Паулюса, в Галле у Гезениуса и в Гёттингене у Эвальда. Вернувшись в Гейдельберг, стал приват-доцентом богословия в 1829 году. В 1831 году опубликовал труд Begriff der Kritik am Alten Testamente praktisch erörtert, посвященный критике Ветхого Завета и Des Propheten Jonas Orakel über Moab, толкование на 5 и 16 гл. книги пророка Иссаи, которого он отождествлял с пророком Ионой, упоминаемого в (2Цар. 14:25). Главным трудом Гитцига была «История израильского народа» (Geschichte des Volkes Israel, Bd. 1—2, Lpz., 1869).

## Сочинения
- Практический курс по критике Ветхого Завета (Begriff der Kritik, am Alten Testament praktisch erörtert), 1831
- 12 малых пророков (Die 12 kleinen Propheten), 1838
- О изобретении алфавита (Über die Erfindung des Alphabetes), 1840
- Предыстория и мифология филистимлян (Urgeschichte und Mythologie der Philistäer), 1845
- Пророческие книги Ветхого Завета (Die prophetischen Bücher des Alten Testaments), 1854
- История Израильского народа (Geschichte des Volkes Israel), 1869/70